# Этнографический музей Литвы
Этнографический музей Литвы (лит. Lietuvos etnografijos muziejus) — один из крупнейших (195 га) этнографических музеев под открытым небом в Европе. Основан в 1966 году в посёлке Румшишкес, на побережье Каунасского водохранилища, в 24 км от Каунаса.

## История создания
В 1965 году Совет Министров Литовской ССР решил создать Музей народного быта Литовской ССР, а с 1966 года начались работы по его проектированию и организации. Музей открылся для посетителей в 1974 году.
К середине 1980-х годов площадь музея составляла 176 га — 168 помещений (2130 кв. м). Объектами музейного показа были 14 усадеб четырех этнографических районов Литвы — Дзукии, Аукштайтии, Судувы и Жемайтии, пасека, придорожная корчма и другие постройки, а также экспозиции камней и деревянной скульптуры.
Собрание музея включало более 38 тысяч музейных предметов, среди которых была архитектурная коллекция, предметы быта и домашнего обихода, изделия ремесленников и крестьянского инвентаря, произведения изобразительного искусства, народная скульптура. Музей ежегодно посещало до 150 тыс. человек.

## Музей сегодня
Сегодня Музей народного быта Литвы — один из крупнейших этнографических музеев под открытым небом в Европе. На его территории в 195 га размещены 183 постройки, а собрание составляет 86 тысяч музейных предметов.
В настоящее время в музее представлены этнографические регионы Литвы конца XVIII века — первой половины XX века: Дзукия, Аукштайтия, Сувалкия, Жемайтия и Малая Литва. В постройках, типичных для этих регионов, воссозан интерьер, экспонируется быт, сельскохозяйственная техника, демонстрируются промыслы и ремёсла.
В центре музея расположен городок с характерными строениями со всей Литвы: рыночная площадь, выложенная брусчаткой, церковь, корчма, а также расположенные вокруг площади дома торговцев и ремесленников, в которых посетители могут познакомиться с технологией производства глиняных горшков, изделий из янтаря и дерева, ткачеством полотна.
На северо-западной окраине музея расположен главный дом Ариставельской усадьбы XVIII века — образец деревянного усадебного зодчества Литвы. В 1987 году он был разобран и перевезен из Кедайняйского района в музей. Барочный особняк украшен крышей ломаной конфигурации с профилированными карнизными наличниками. В его интерьере, несмотря на доминирующий классический стиль, в настенной и потолочной росписи встречаются мотивы в стиле Людовика XV, а также народные мотивы.
Отдельный раздел музея состоит из построек и мемориалов, отражающих время ссылок и сопротивления литовского народа в XX веке. Здесь экспонируется якутская юрта (землянка), вагон для ссыльных, тайник (бункер). 30 мая 2019 года состоялась торжественная церемония открытия якутского резного деревянного столба «сэргэ» в память о ссылке жителей Литвы и Чурапчи в 1942 году в Арктику. В 2023 году музей народного быта Литвы был переименован в Этнографический музей Литвы.
В музее регулярно проводятся различные фестивали. На Масленицу сюда съезжаются гости со всей Литвы.

## Внешние видеофайлы
- Музей народного быта Литвы. Румшишкес.
- Традиции Литвы Jonas день.